# Leonardo Carioni
Leonardo Ambrogio Carioni (Turate, 13 dicembre 1952) è un politico italiano.

## Biografia
Sposato, due figli, imprenditore nel settore tessile, risiede a Turate. Iscritto alla Lega Nord Padania dal 1999, ha ricoperto l'incarico di commissario provinciale di Como.
In quello stesso anno è stato eletto sindaco di Turate, non terminando il mandato a causa del commissariamento del comune nel 2004. Riconfermato nel 2005, ha mantenuto l'incarico fino al 2010.
È stato eletto inoltre Presidente della Provincia di Como nel turno elettorale del 2002 (elezioni del 26 maggio), raccogliendo il 59,3% dei voti in rappresentanza di una coalizione di centrodestra (Lega Nord, Forza Italia, Alleanza Nazionale, e UDC). Il mandato amministrativo è stato riconfermato con le elezioni amministrative del 2007, dove ha raggiunto quasi il 70% di preferenze al primo turno, venendo così a coprire tra il 2002 e il 2010 sia il ruolo di sindaco, sia quello di presidente della provincia.
È stato membro dei Consigli di Amministrazione delle società "Sviluppo sistema fiere", creata da Fiera Milano, ora in liquidazione, e di "Expo Milano 2015", fino al 2012.
Dal 24 aprile 2012 è membro del Consiglio di Amministrazione di "Autostrada Pedemontana Lombarda".